# Pavol Staňo
Pavol Staňo (ur. 29 września 1977 w Czernem) – słowacki trener i w latach 1995–2017 piłkarz, występujący na pozycji obrońcy. Od 2022 do 2023 trener piłkarzy Wisły Płock. Od 10 stycznia 2024 do 25 maja 2025 trener piłkarzy Górnika Łęczna.

## Kariera

### Gra na Słowacji
Pavol Staňo we wczesnych latach swojej piłkarskiej kariery grał w MŠK Kysucké Nové Mesto, Interze Bratysława i FK Čadca. W 1998 roku trafił do ZŤS Martin i występował tam przez trzy kolejne lata. Następnie, na rok, przeniósł się do grającego w drugiej lidze słowackiej MŠK Rimavská Sobota.
W 2002 roku Staňo podpisał kontrakt ze Spartakiem Trnawa. Szybko stał się podstawowym graczem zespołu. Mimo gry na środku defensywny, w pierwszym sezonie wykazał się dużą skutecznością – zdobył pięć goli w lidze. W kolejnych rozgrywkach nie był już tak bramkostrzelny, ale nadal stanowił silny punkt obrony słowackiej drużyny. W sezonie 2004/2005 na boisku nie pojawiał się już tak często jak wcześniej – zagrał w 21 meczach.
Latem 2005 roku Staňo trafił do ówczesnego mistrza kraju – MFK Petržalka. W jej barwach zadebiutował w rozgrywkach Ligi Mistrzów 13 września w domowym spotkaniu z Interem Mediolan. Został wówczas ukarany żółtą kartką, a jego drużyna przegrała z zespołem „Nerazzurrich” 0:1. Do końca fazy grupowej wystąpił we wszystkich innych pojedynkach, jednak tylko w spotkaniu z FC Porto pojawił się na boisku od pierwszych minut. Petržalka zajęła w tabeli trzecie miejsce z dorobkiem sześciu punktów i odpadła z rozgrywek. Przedostatnia lokata dała jej prawo udziału w Pucharze UEFA. W 1/16 tych rozgrywek odpadła po dwumeczu z Lewskim Sofia. Staňo wystąpił w obydwu przegranych meczach (0:1, 0:2). W lidze słowackiej Petržalka radziła sobie dobrze. Na koniec sezonu uplasowała się na drugim miejscu, tracąc sześć punktów do zdobywcy tytułu mistrza – MFK Ružomberok. Staňo był podstawowym zawodnikiem zespołu i zagrał w 31 meczach. Po raz kolejny wykazał się dużym instynktem strzeleckim, strzelając 6 goli z 58 zdobytych przez jego drużynę.
W rundzie jesiennej sezonu 2006/2007 Staňo nie występował w żadnym zespole. Wiosną reprezentował barwy MFK Petržalka. Nadal był podstawowym zawodnikiem tego klubu. Pomógł mu po raz drugi z rzędu zostać wicemistrzem Słowacji. W lidze wystąpił w 13 spotkaniach i strzelił jedną bramkę.

### Gra w Polsce

#### Polonia Bytom
Przed sezonem 2007/2008 Staňo trafił do Polonii Bytom. W polskiej Ekstraklasie zadebiutował w siódmej kolejce w przegranym 0:4 wyjazdowym spotkaniu z Górnikiem Zabrze. Jesienią zagrał w zaledwie pięciu meczach na najwyższym szczeblu rozgrywkowym. W rundzie wiosennej miał już miejsce w pierwszym składzie zespołu, prowadzonego przez Michała Probierza. W marcu 2008 roku wystąpił w pojedynku z Koroną Kielce, w którym pod koniec pierwszej połowy został ukarany czerwoną kartką. Jak się później okazało, została ona pokazana niesłusznie. W przedostatniej kolejce sezonu, Staňo w pojedynku z poznańskim Lechem, strzałem w 90. minucie zapewnił Polonii cenny remis. Beniaminek Ekstraklasy na koniec sezonu uplasował się w tabeli na trzynastym miejscu. Słowak zagrał łącznie w 22 meczach.

#### Jagiellonia Białystok
W czerwcu 2008 roku Staňo testowany był przez Jagiellonię Białystok, z którą 5 lipca podpisał dwuletni kontrakt. W jej barwach zadebiutował w sierpniu w zremisowanym meczu z Arką Gdynia. Od początku występów stał się filarem obrony. W październiku strzelił gola, który dał jego zespołowi remis z Odrą Wodzisław. Staňo w rozgrywkach ligowych wystąpił łącznie w 28 spotkaniach, w których za każdym razem grał w pełnym wymiarze czasowym. Jego twarda i ostra gra spowodowała, że sześciokrotnie karany był żółtymi kartkami. Jagiellonia w lidze uplasowała się w środku tabeli, na ósmej lokacie. Klub miał zostać zdegradowany do I ligi za korupcję, jednak Związkowy Trybunał Piłkarski rozpatrzył jego odwołanie i ukarał zespół karą dziesięciu minusowych punktów na początku sezonu 2009/2010. Działacze Jagiellonii musieli również zapłacić 300 tys. zł kary.
W sezonie 2009/2010 gra Słowaka nie była już tak dobra, jak w poprzednich rozgrywkach. Spowodowało to, że o miejsce w środkowej linii obrony rywalizował z Brazylijczykiem Thiago Cionkiem. Pewną pozycję stopera miał jedynie Andrius Skerla. W ostatniej kolejce, rozegranej w 2009 roku, Pavol efektownym strzałem głową zdobył gola na wagę trzech punktów w spotkaniu z GKS-em Bełchatów. Łącznie zagrał w szesnastu meczach (piętnastu Ekstraklasy i jednym Pucharu Polski), zdobywając jedną bramkę.

#### Korona Kielce

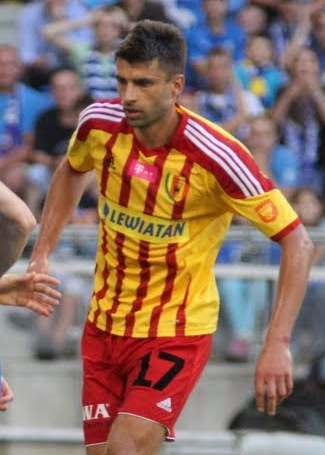
Staňo w barwach Korony podczas meczu z Lechem Poznań

W połowie grudnia rozwiązał za porozumieniem stron kontrakt z Jagiellonią. Następnie zainteresowanie zawodnikiem wyraziły Piast Gliwice oraz Korona Kielce. 5 stycznia 2010 roku podpisał dwuletnią umowę z kieleckim klubem. Sześć dni później rozpoczął przygotowania do rundy wiosennej z nowym zespołem. Przebywał z nim również na obozie w Kleszczowie i Turcji. 19 lutego został oficjalnie zaprezentowany przed kibicami Korony na oficjalnej prezentacji w Hali Legionów. Osiem dni później zadebiutował w Koronie, grając pełne 90 minut w spotkaniu ze swoim byłym klubem, Jagiellonią Białystok, w którym zdobył jedyną bramkę i zapewnił swojemu zespołowi zwycięstwo. W kolejnej kolejce, w meczu z Polonią Bytom, Staňo znów strzelił gola i po raz drugi z rzędu poprowadził Koronę do wygranej. Zdobył również bramkę ze Śląskiem Wrocław, która dała kieleckiemu klubowi remis 1:1. Przez całą rundę wiosenną był podstawowym zawodnikiem swojego klubu i wystąpił we wszystkich 13 meczach przez pełny czas gry. Parę środkowych obrońców tworzył wraz z Brazylijczykiem Hernânim. Przez kibiców Korony został wybrany „piłkarzem marca 2010”. Po zakończeniu rozgrywek, w których Korona uplasowała się ostatecznie na szóstym miejscu, Staňo został ukarany karą finansową w wysokości 2500 złotych za niesportowe zachowanie wobec zawodnika Arki Gdynia, Joëla Tshibamby, podczas spotkania z klubem kongijskiego piłkarza.
W rundzie jesiennej sezonu 2010/2011 zaliczył wszystkie 15 meczów w Ekstraklasie w pełnym wymiarze czasowym. W defensywnie grał pewnie, często występował także w ofensywie, kiedy jego zespół musiał odrabiać straty. Wówczas w końcówkach spotkań brał na siebie ciężar gry w ataku. Łącznie zagrał w szesnastu pojedynkach i strzelił w nich dwa gole, pokonując bramkarzy Legii Warszawa i Górnika Zabrze. Oba te trafienia były honorowymi bramkami dla Korony.
2 czerwca 2014 zostało potwierdzone odejście Staňo z Korony Kielce, po tym, jak klub podjął decyzję o nie przedłużaniu wygasającej z nim umowy

#### Podbeskidzie Bielsko-Biała
Pod koniec sierpnia 2014, Pavol Staňo związał się z Podbeskidziem Bielsko-Biała rocznym kontraktem.

#### Termalica Bruk-Bet Nieciecza
Wraz z początkiem sierpnia 2015 roku, występuje w Termalica Bruk-Bet Nieciecza. Zadebiutował w wygranym 1:0 meczu z Zagłębiem Lubin w którym strzelił pierwszego gola dla Termaliki w Ekstraklasie.